# Geostiba appalachigena
Geostiba appalachigena  (лат.) — вид жуков-стафилинид рода Geostiba из трибы Athetini (подсемейство Aleocharinae).  Неарктика: Канада и США.

## Описание
Мелкие коротконадкрылые жуки (длина 1,9—2,4 мм) с крупными глазами. Тело в основном коричневого цвета (ноги и усики светлее). Крылья хорошо развиты. Тело с параллельными боками. Усики 11-члениковые. Пронотум с микрощетинками, направленными назад. Лигула разделена на две лопасти. Передние лапки 4-члениковые, а лапки средних и задних ног состоят из 5 сегментов (формула лапок: 4-5-5). Обитают в лесном подстилочном слое. Вид был впервые описан в 2002 году российско-американским колеоптерологом Владимиром Гусаровым (Vladimir I. Gusarov; ЗИН РАН, Санкт-Петербург и Division of Entomology, Natural History Museum, University of Kansas, Лоренс) и назван по имени гор Аппалачи, где обнаружена типовая серия.